# Svaz svobodných demokratů
Svaz svobodných demokratů – Maďarská liberální strana, zkráceně SZDSZ, (maďarsky Szabad Demokraták Szövetsége – a Magyar Liberális Párt), byla liberální politická strana v Maďarsku.

## Historie
SZDSZ bylo založeno dne 13. listopadu 1988 v MLR, jako liberální politická strana opoziční vůči vládnoucí komunistické MSZMP. Spolu s MDF a Fidesz se stalo jedním z hnacích motorů pádu komunismu v Maďarsku. Rovněž SZDSZ již v prvních dobách svého působení mělo kontakty na česká protikomunistická hnutí. V prvních svobodných volbách 1990 bylo SZDSZ na druhém místě se ziskem 93 mandátů. Vítězné MDF uzavřelo s FKgP a KDNP pravostředovou koalici a SZDSZ se tak dostalo spolu s pravicovým Fideszem a levicovou MSZP do opozice.
Avšak v dalších volbách 1994 drtivě zvítězila levicová MSZP, která sama držela nadpoloviční většinu křesel. Jelikož Ústava MR výslovně zakazuje vládu jedné strany, uzavřela vítězná MSZP koalici s SZDSZ, které mělo 69 křesel. Od této chvíle začalo SZDSZ ztrácet své příznivce, jelikož MSZP je stranou reformních komunistů, jejíž předchůdkyní byla MSZMP, vůči které stálo SZDSZ od svého vzniku v opozici.
Další volební období 1998–2002, kdy vládla pravicová koalice Fidesz-FKgP-MDF, bylo SZDSZ v opozici se 24 mandáty.

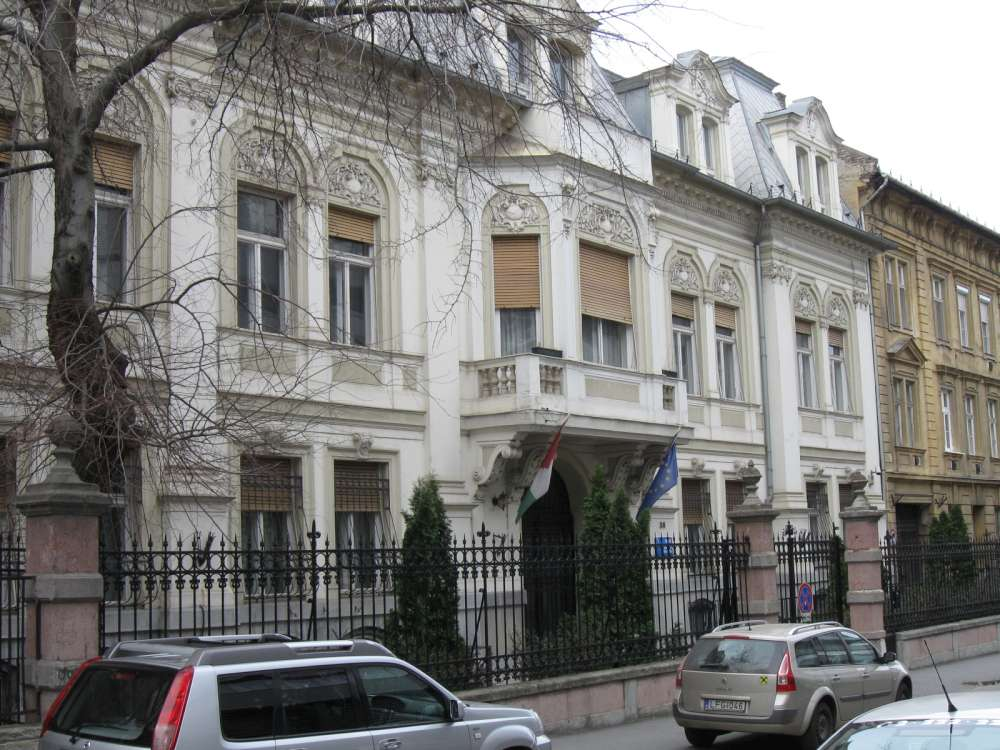
Bývalé sídlo SZDSZ

Od voleb 2002 byla strana opět koaličním partnerem levicové MSZP. Její volební preference však nadále klesaly, získala jen 20 mandátů. Ve volbách do EP volbách do EP 2004 oslovila jen 7,77% a získala dvě křesla. Spolupráce s MSZP pokračovala i po volbách 2006, avšak po podzimních událostech téhož roku začala popularita obou stran ještě více klesat. Nakonec se v březnu 2008 s MSZP rozešla, kvůli odvolání ministryně zdravotnictví Ágnes Horváth. To však SZDSZ nezachránilo od propadu, ve volbách do EP 2009 pro něj hlasovalo jen 62 527 voličů a strana tak nedokázala obhájit své mandáty a do Evropského parlamentu se již nedostala.
SZDSZ již ztratil většinu svých dřívějších příznivců, a to nejen díky svým vládním koalicím s levicovou MSZP v letech 1994–1998 a 2002–2008. Současné volební preference se pohybují asi kolem 1–2 % hlasů, přitom před 20. lety se jednalo o druhou nejsilnější politickou stranu v Maďarsku. Snad také proto se SZDSZ rozhodlo jít do parlamentních voleb 2010 pod křídly konzervativního MDF, s nímž má i společnou kandidátku. Podle průzkumů získá MDF, na němž je SZDSZ závislé, maximálně 5% hlasů a pohybuje se tak těsně na hranici vstupu do parlamentu. Je tedy na voličích, zdali tyto dvě kdysi nejsilnějších politické strany v zemi do parlamentu pošlou.
Strana má, respektive měla, podporu převážně z měst, nejvíce z Budapešti. Pravicoví oponenti často podezírají stranu ze spiknutí a prohlašují, že strana je určena židům a jiným menšinám.[zdroj?] Dříve byl členem SZDSZ například první prezident Maďarské republiky Árpád Göncz, nebo také Gábor Demszky, dlouholetý primátor Budapešti, který byl v letech 2000–2001 dokonce předsedou strany.
V roce 2010 měl SZDSZ již pouze 537 členů. Strana oficiálně zanikla v září 2013. Gábor Fodor na jaře téhož roku založil Maďarskou liberální stranu.

## Předsedové strany
- 1990–1991 : János Kis
- 1991–1992 : Péter Tölgyessy
- 1992–1997 : Iván Pető
- 1997–1998 : Gábor Kuncze
- 1998–2000 : Bálint Magyar
- 2000–2001 : Gábor Demszky
- 2001–2007 : Gábor Kuncze
- 2007–2008 : János Kóka
- 2008–2009 : Gábor Fodor
- 2009–2010 : Attila Retkes

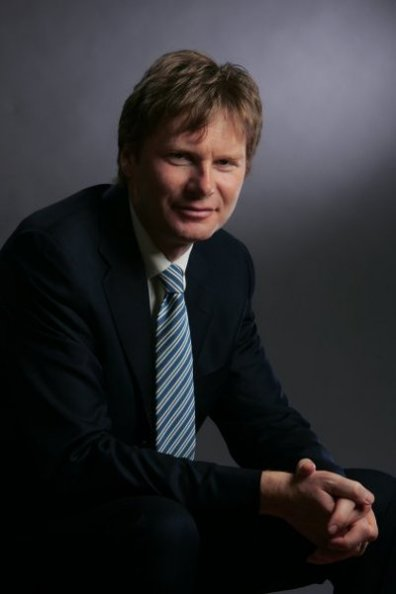
Gábor Fodor

- Poslední (kolektivní) vedení strany od 26. června 2010: Csaba Lövei, Viktor Szabadai, István Szigethy, Győző Varga, András Tarján.[11]

## Volební výsledky

### Volby do Národního shromáždění

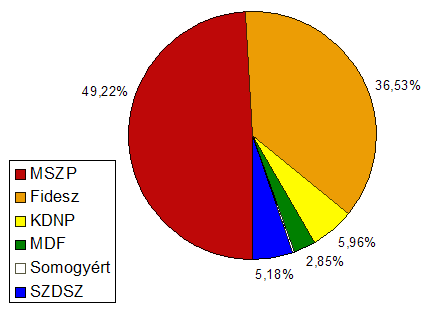
Graf voleb 2006

| Volby | Počet hlasů v číslech (I. kolo) | Počet hlasů v procentech (I. kolo) | Počet hlasů v číslech (II. kolo) | Počet hlasů v procentech (II. kolo) | Počet mandátů v číslech | Počet mandátů v procentech | Úloha v parlamentu                 |
| ----- | ------------------------------- | ---------------------------------- | -------------------------------- | ----------------------------------- | ----------------------- | -------------------------- | ---------------------------------- |
| 1990  | 1 050 452                       | 21,40%                             | 1 045 920                        | 30,68%                              | 93                      | 24,09%                     | Opozice                            |
| 1994  | 1 066 074                       | 19,74%                             | 1 222 251                        | 28,51%                              | 68                      | 17,62%                     | Vláda                              |
| 1998  | 353 186                         | 7,88%                              | 14 763                           | 3,05%                               | 24                      | 6,22%                      | Opozice                            |
| 2002  | 313 084                         | 5,57%                              | 126 966                          | 2,89%                               | 20                      | 5,18%                      | Vláda                              |
| 2006  | 351 612                         | 6,50%                              | 64 501                           | 1,99%                               | 20                      | 5,18%                      | Vláda (Od 30. dubna 2008: Opozice) |
| 2010  | —                               | —                                  | —                                | —                                   | —                       | —                          | Mimo parlament                     |

### Volby do Evropského parlamentu
| Volby | Počet voličů | Procento voličů | Počet mandátů | Politická skupina Evropského parlamentu        | Evropská politická strana                                 |
| ----- | ------------ | --------------- | ------------- | ---------------------------------------------- | --------------------------------------------------------- |
| 2004  | 237 908      | 7,77%           | 2             | Aliance liberálů a demokratů pro Evropu (ALDE) | Evropská liberální, demokratická a reformní strana (ELDR) |
| 2009  | 62 527       | 2,16%           | 0             | —                                              | —                                                         |